# 45-й Нью-Йоркский пехотный полк
45-й Нью-Йоркский пехотный полк (45th New York Volunteer Infantry Regiment, так же 5th German Rifles - 5-й немецкий стрелковый) — представлял собой один из пехотных полков армии Союза во время Гражданской войны в США. Полк был набран в основном из немцев. Полк участвовал в сражениях на Востоке и Западе от сражения при Кросс-Кейс до сражения при Нэшвилле.

## Формирование
Полк был сформирован в городе Нью-Йорк полковником Джорджем Фон Амсбергом, ветераном австрийской армии и участником венгерской революции 1848 года. 9 сентября 1861 года полк был принят на службу в федеральную армию сроком на 3 года. Первый месяц после формирования полк провёл на Манхеттене, на перекрёстке 3-й авеню и 69-й улицы, продолжая набор рекрутов. К концу формирования полк насчитывал 743 человека в 10 ротах и был вооружён винтовками M1841 Mississippi rifle.
Его командиром стал полковник Фон Амсберг, подполковником - Эдвард Вратислав, майором - Чарльз Семсей.

## Боевой путь
9 октября полк был отправлен в Вашингтон и включён в дивизию Блекнера, в бригаду Стахела. 2 декабря полк участвовал в перестрелке у Аннандейл-Чеч, где потерял 13 человек.
В марте 1862 года дивизия Блекнера стала частью II корпуса Потомакской армии, но её не отправили на Вирджинский полуостров со всем корпусом, а послали в долину Шенандоа в подчинение Джону Фримонту. Полк участвовал в наступлении против Томаса Джексона и участвовал в сражении при Кросс-Кейс, где было убито 4 человека, 5 ранено а 2 пропало без вести.